# Армяно-хорватские отношения
Армяно-хорватские отношения — двусторонние отношения между Арменией и Хорватией. Дипломатические отношения между странами установлены 8 июля 1996 года. Армения представлена в Хорватии своим посольством в Риме, Италия, а Хорватия представлена в Армении своим посольством в Афинах, Греция. В 2011 году обе страны открыли почётные консульства: армянское находится в Загребе, а хорватское — в Ереване.
Армения является членом Евразийского экономического союза, а Хорватия — членом Европейского союза (ЕС). Армения подписала Соглашение об ассоциации с Европейским Союзом.

## История
Дубровницкая республика в центром в современном Дубровнике была центром хорватско-армянских исторических связей. Среди многих иностранцев, населявших Дубровник, было несколько армян. Кроме того, рагузане прославляли Святого Власия, армянского святого четвёртого века из Сиваса как покровителя своего города. Кроме того, два других святых покровителя Дубровника, Зенобий и Зенобия, были армянскими святыми из Киликии. Рагузане также соблюдают культ сорока Севастийских мучеников. Рагузанский епископ Раймондо Галлани (хорв. Rajmund Jelić) был архиепископом Анкары и апостольским викарием Стамбула в начале 18 века. Галлани переписывался с Мхитаром Севастийским, основателем Ордена мехитаристов. Дубровницкая республика заботились о католиках Османской империи, в том числе и в Армении.
Хорватский иезуит из Пераста, отец Йосип Маринович, написал в 1783 году по просьбе богатого армянского банкира Джованни де Серпоса «Dissertazione polemico-critica sopra due dubbi di coscienza concernenti gli armeni cattolici». В своей диссертации Маринович защищает армянских католиков в Османской империи, получивших таинства от монофизита Армянской Апостольской церкви, что не одобрялось частью духовенства в Риме. Маринович писал, что у армян было папское одобрение для совершения обрядов в монофизитских церквях, а также для посещения армянской обрядовой мессы, благотворительных пожертвований и соблюдения праздников, основанных на армянском календаре.
Во время богословских дебатов Маринович написал трёхтомный труд объемом более 1600 страниц под названием «Compendino storico di memorie cronologiche concernenti la religione e la morale della nazione Armena», который должен был стать первой современной историей армян, написанной на Западе. В своей работе Маринович писал об армянской географии, обзор политической и церковной истории Армении, истории их католикосов и синода, а также обзор армянских обычаев и другие политические и религиозные вопросы.
Работа Мариновича повлияла на окончательное политическое и духовное решение проблемы армян-католиков. С помощью Австрии и Российской империи Ватикан добился признания армян-католиков в Османской империи и основал их архиепархию в Стамбуле в 1830 году. Работа Мариновича заложила основу для современных исследований истории Армении.

### Геноцид армян
Хорваты разделяют глубокое сочувствие к армянам после Геноцида армян, даже несмотря на то, что Хорватия не признала геноцид. Отмечается, что геноцид тщательно изучается в Хорватии. Это побудило правительство Турции потребовать от правительства Хорватии прекратить исследования Геноцида армян. Загреб отверг эти требования.

## Представление
Армения признала Хорватию независимой страной 21 июня 1994 года, а дипломатические отношения между странами были установлены 8 июля 1996 года. Армения представлена в Хорватии своим посольством в Риме, Италия. Хорватия представлена в Армении своим посольством в Афинах, Греция, Обе страны имеют почётные консульства.